# Pratten Park
Pratten Park är en idrottsanläggning i Sydneyförorten Ashfield i den australiensiska delstaten New South Wales med kapacitet för 15 000 åskådare.
Pratten Park är hemmaplan för cricketlaget Western Suburbs Cricket Club och används huvudsakligen för cricket, men där har även spelats rugby league och fotboll på högsta regionala nivå.
Anläggningen invigdes den 12 september 1912 av New South Wales guvernör Frederic Napier, baron Chelmsford och den uppkallades efter den tidigare borgmästaren av Ashfield, Herbert Edward Pratten.